# Bariton (zangstem)
Een bariton (Oudgrieks: βαρύτονος "diep/zwaar (van toon)") is een (mannelijke) zangstem tussen bas en tenor. Tevens is het een aanduiding van een zanger met een baritonstem. Van een bariton kan men normaliter verwachten dat het bereik van zijn stem ligt tussen de G van het groot octaaf en die van het eengestreept octaaf (G - g').
De baritonstem is de meest voorkomende onder de mannenstemmen.
De stemmen van mannen en vrouwen kregen in het verleden een bepaalde classificatie naargelang hun toonhoogte.

## Indeling mannelijke stemtypen
Bij de mannenstemmen onderscheidt men vier basis-stemsoorten. Deze zijn van hoog naar laag:
- contratenor, verder onderverdeeld in countertenor, soprano en altus
- tenor, verder onderverdeeld in leggiero (lichte) tenor, lyrische tenor, spinto tenor en heldentenor
- bariton, verder onderverdeeld in baryton-Martin (of tenor-bariton), lyrische bariton, kavaliersbariton, Verdi-bariton, heldenbariton en bas-bariton
- bas, verder onderverdeeld in bas-bariton, basso cantante en basso profundo

Er bestaan geen stemmen die al deze tessituren in één stem verenigen. De hoogte van de stem wordt namelijk bepaald door twee elementen: de lengte, breedte en dikte van de stembanden, alsook hun spankracht en de mate van uitrekbaarheid. Telkens wanneer wereldberoemde zangers opduiken die een stem hebben die niet in dit rijtje past wordt een nieuwe stemsoort geboren, zoals de baryton-Martin en de Galli-Marié.
sopraan‎ · 
mezzosopraan‎ ·
alt · 
contratenor · 
tenor‎ · 
bariton‎ · 
bas